# Agabus fuscipennis
Agabus fuscipennis (лат.) — вид жуков-плавунцов подсемейства Agabinae.

## Описание
Жуки длиной 9-10 мм. Киль отростка переднегруди высокий. Переднеспинка широкоокаймлённая.

## Распространение
Распространён в Палеарктике и Неарктике. В Европе встречается в следующих странах: Австрия, Белоруссия, Чехия, Дания, Эстония, Финляндия, Германия, Италия, Калининград, Латвия, Литва, Норвегия, Польша, Россия, Сардиния, Сицилия, Словакия, Швеция и Украина.

## Подвиды
- Agabus fuscipennis fuscipennis (Paykull, 1798)
- Agabus fuscipennis ontarionis Fall, 1922